# Maxibon
Maxibon es una marca de sándwich de helado producido por Froneri. Consiste en un bloque de helado, que contiene pequeñas chispas de chocolate con un extremo cubierto bañado de chocolate y el otro intercalado entre las dos galletas.

## Historia
Es un sándwich de helado producido por primera vez en Italia por Motta (Italgel) en 1989 y luego llevado a los mercados internacionales por Nestlé a partir de 1993 cuando esta última adquirió Italgel. Desde 2016, la marca es propiedad de Froneri, una empresa conjunta entre la inglesa R&R Ice Cream y la propia Nestlé.
Está disponible en Europa, Canadá, Puerto Rico, Australia, Egipto y Nueva Zelanda y se puede adquirir en los stands de 'Maxibon Zone' en ciudades europeas, como Madrid. Hay tres variaciones disponibles  en Europa, que incluyen vainilla, chocolate blanco y sabor original. También se lanzan especiales de vez en cuando, con sabores únicos también.

## Variedades

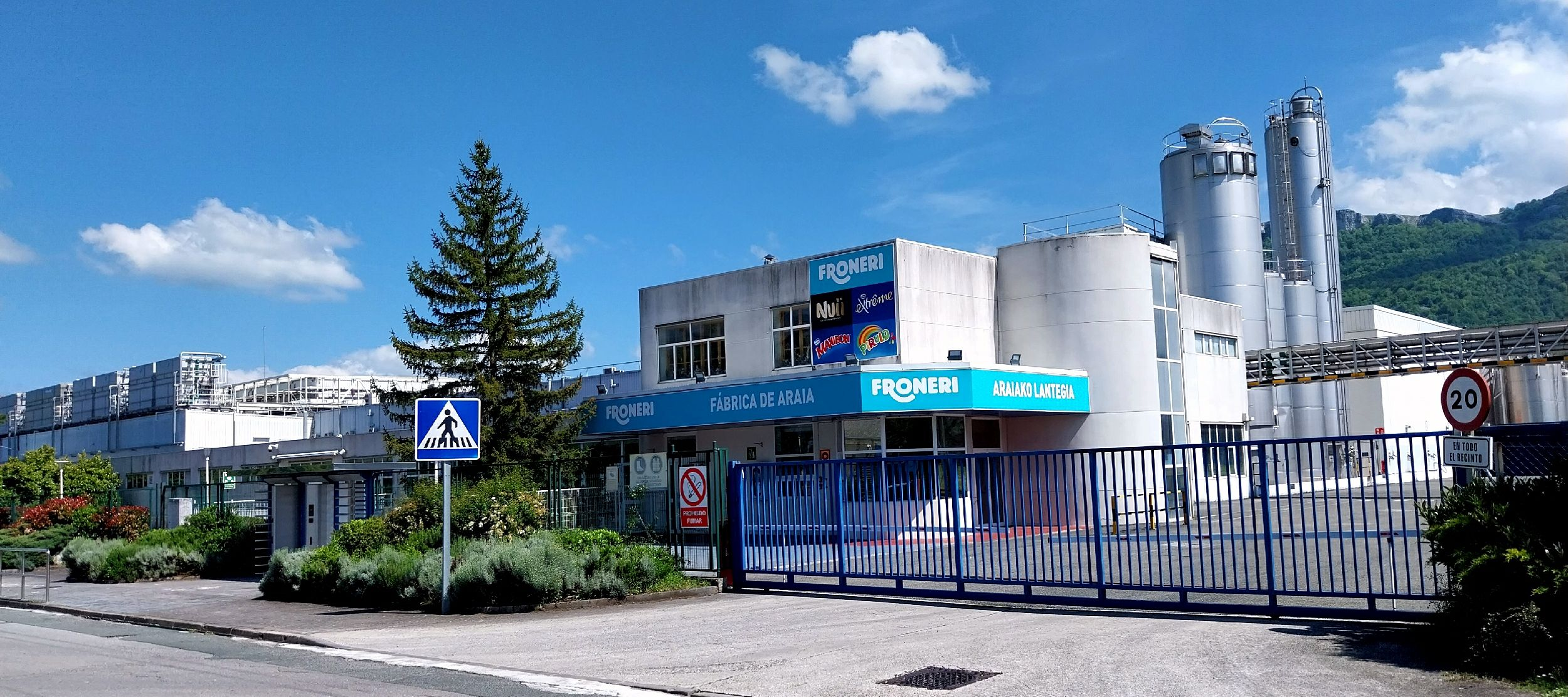
Fábrica en Araya (Álava) de Froneri, planta de producción del Maxibon en España

Existieron al menos diez variedades conocidas:
- Clásico: (también llamado Vainilla ) Elaborado a base de helado de vainilla con pepitas de chocolate, con mitad galleta, mitad cáscara de chocolate, junto con avellanas y migas de galleta.
- Panal: Una variante del tradicional con helado con sabor a panal en lugar de vainilla.
- Caramel Rough Nut : la misma forma que el original, pero con helado de caramelo en lugar de vainilla y ondas de salsa de caramelo en la mitad del helado que está envuelto en galleta.
- Mantequilla de maní y mermelada : helado con sabor a mantequilla de maní con ondas de mermelada en la sección de galletas.
- Iced Coffee: helado con sabor a café helado con chispas de chocolate, con la mitad envuelto en el clásico chocolate y la otra mitad intercalada entre dos galletas. También se vende como Maxi-Dare, hecho con Dare Iced Coffee.
- Monster Cookie: con sabor a galleta y nata con trocitos de galleta de chocolate, con la mitad recubierta del clásico chocolate con trocitos de galleta crujiente y la otra mitad intercalada entre dos bizcochos.
- Krispy Kreme: una colaboración con las donas Krispy Kreme con un sabor basado en su dona glaseada original. Disponible en Australia por tiempo limitado.
- Pickle Rick Mint: helado con sabor a menta con helado de menta con chispas de chocolate, una colaboración con el dibujo animado de Rick y Morty.
- Waffle: helado de vainilla con trocitos de azúcar caramelizado metido entre dos galletas waffle cubiertas de miel por un lado y bañado en caramelo de chocolate blanco con avellanas y miga de galleta por el otro lado.
- Cereales: con cereales y cubierta de chocolate blanco

### Variantes anteriores
- Galleta: circular, con helado, pepitas de chocolate y salsa de caramelo intercaladas entre dos 'cookies' de pepitas de chocolate.
- Snack: una versión de tamaño medio del Maxibon original, con un peso de 56 g en lugar de los 102 g estándar.
- Riesgo: tamaño y forma regular, sin embargo, el sabor del helado, ya sea vainilla, panal o menta, no se conocía hasta que se abrió el paquete.